# Метакомет-Ридж
Метакомет-Ридж (англ. Metacomet Ridge) — горный хребет на юге Новой Англии.
Геологически хребет Метакомет является разломом, который тянется вдоль долины реки Коннектикут на 160 км с юга от пролива Лонг-Айленд на север до округа Франклин в Массачусетсе. В отличие от Аппалачей Метакомет образован в триасовый-юрский периоды. Хребет сложен из вулканического базальта и осадочных пород.
Высшая точка, гора Тоби, имеет высоту всего 387 м над уровнем моря. Однако территория хребта имеет особый микроклимат и экосистему.
Сегодня хребет является зоной отдыха для местных жителей и туристов.

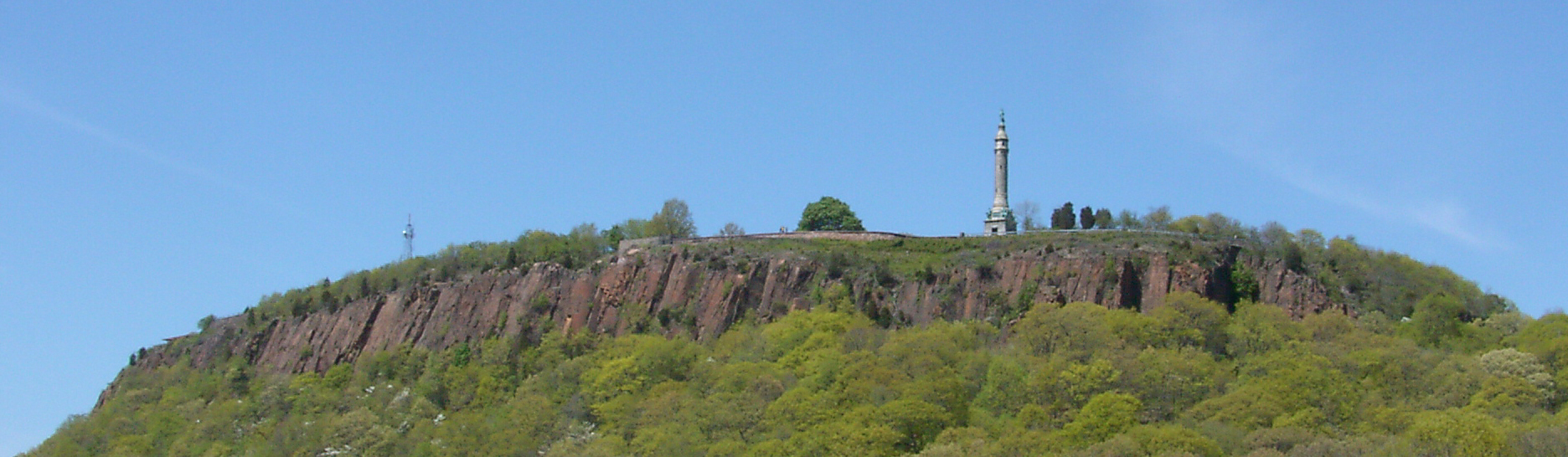
Гора Ист-Рок в Нью-Хейвене.